# Hanna-Barbera's All-Star Comedy Ice Revue
Hanna-Barbera's All-Star Comedy Ice Revue é um especial de televisão live-action, produzido pela Hanna-Barbera Productions em parceria com a deFaria Productions que foi ao ar na CBS no dia, 13 de janeiro de 1978.

## Sinopse
Uma festa para Fred Flintstone no seu aniversário com: Zé Colméia, Tutubarão, Dom Pixote, Scooby-Doo, Banana Splits, Hong Kong Fu, Pepe Legal, O Leão da Montanha e O Urso do Cabelo Duro.
Quando os apresentadores Roy e Bonnie anunciam o convidado de honra (Fred Flintstone), ele proprio está na sua casa assistindo o evento na TV. Com isso Fred e Barney saem as pressa para o evento, enquanto eles chegam o show continua com números musicais, exposições de gelo e com uma equipe espectacular comédia, patinação, discoteca, e um número de acrobacias com tochas de fogo. Quando Fred finalmente chega, os convidados recebem ele cantando feliz aniversario.

## Apresentadores
- Roy Clark
- Bonnie Franklin

## Elenco de Dublagem
- Henry Corden - Fred Flintstone
- Mel Blanc - Barney Rubble
- Daws Butler - Urso do Cabelo Duro, Dom Pixote, Leão da Montanha, Zé Colméia, Pepe Legal
- William Callaway - Urso Arrepio
- Paul Winchell - Fleego
- Allan Melvin - Drooper
- Don Messick - Scooby-Doo
- Robert Towers - Snorky
- Scatman Crothers - Hong Kong Fu

## VHS
Hanna-Barbera's All-Star Comedy Ice Revue foi lançado em VHS em Novembro de 1986 pela Worldvision Home Video. A Warner Home Video ainda não tem planos para uma versão em DVD.